# Nachtvlinder (dier)

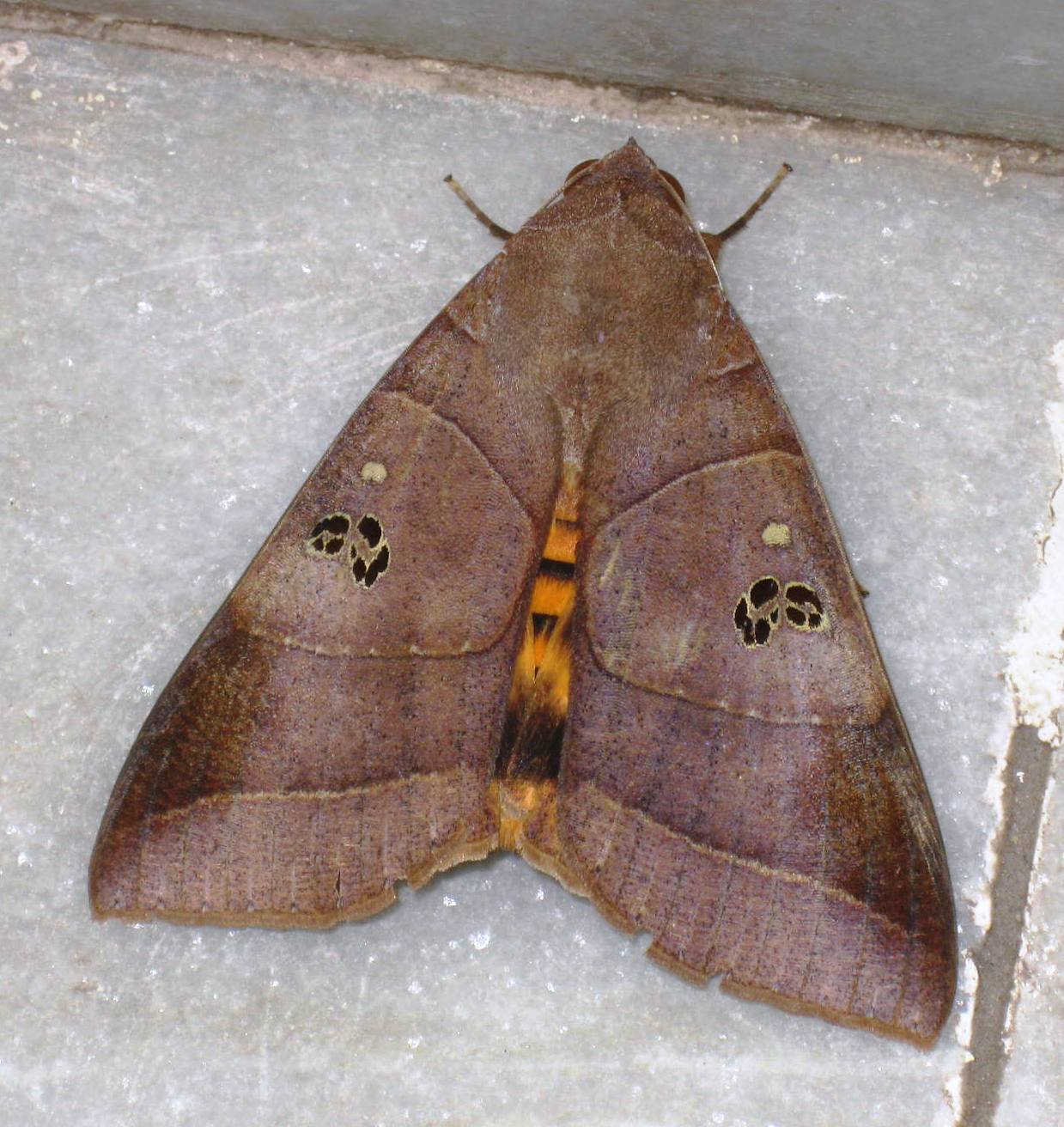
Een nachtvlinder op een marmeren vloer in Kolkata, India

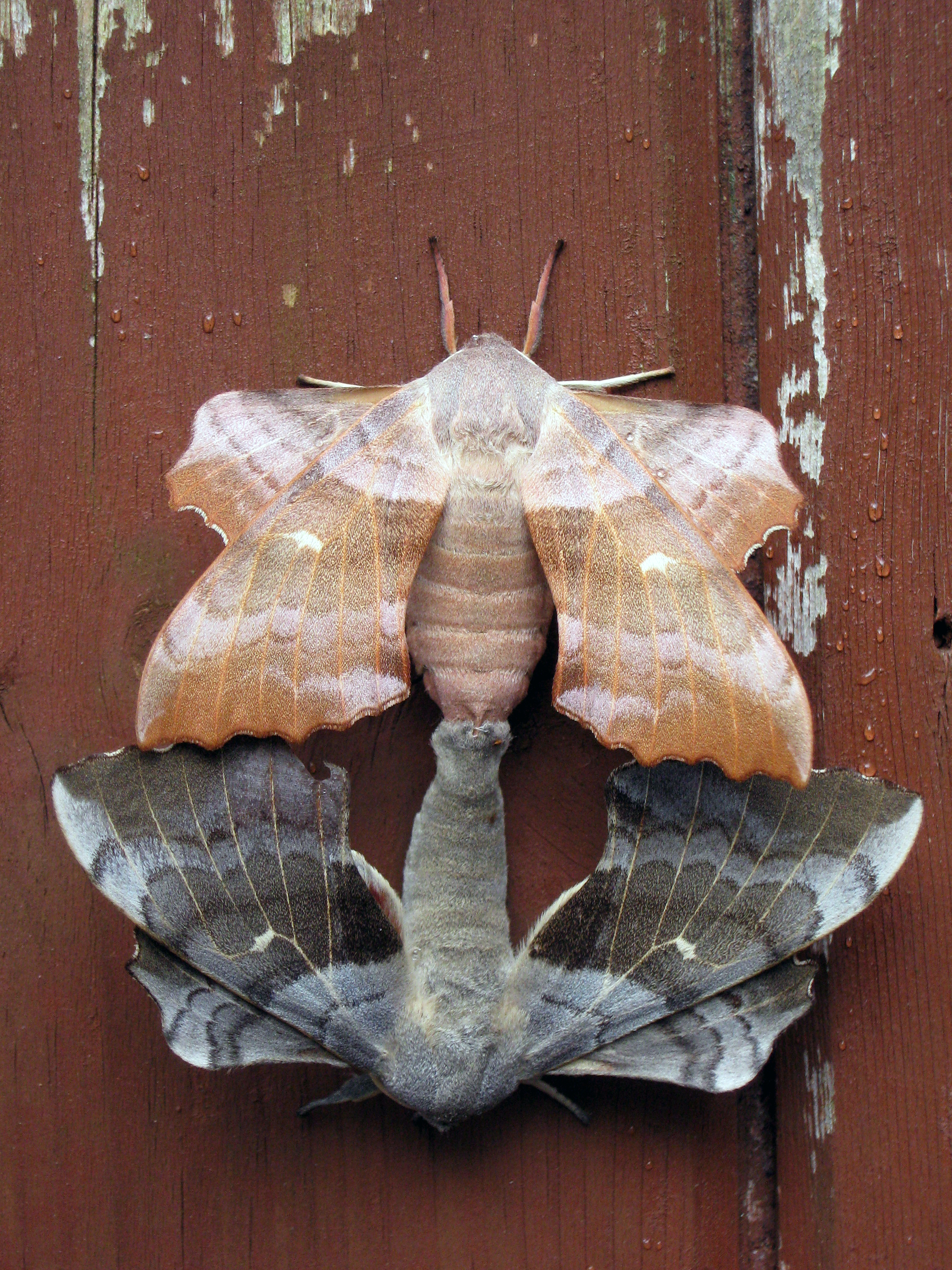
Parende populierenpijlstaarten (Laothoe populi).

Nachtvlinders of motten (Heterocera) zijn een grote groep vlinders die overeenkomsten in gedrag vertonen maar geen samenhangende taxonomische groep vormen. De groep omvat alle vlinders, met uitzondering van de Papilionoidea, waarvoor ook wel de naam Rhopalocera of dagvlinders wordt gebruikt. De namen Heterocera en Rhopalocera verwijzen naar de vorm van de antennen: de Rhopalocera hebben antennen met een knop aan het eind, de Heterocera hebben divers gevormde antennen.
Er zijn vele pogingen gedaan om de vlinders in groepen te verdelen, zoals een indeling in Monotrysia en Ditrysia, Microlepidoptera en Macrolepidoptera of Frenatae en Jugatae. Geen van deze namen kan echter worden gehandhaafd in moderne classificaties, aangezien geen ervan een monofyletische groep vertegenwoordigt, dat wil zeggen dat alle soorten in de groep een gemeenschappelijke voorouder hebben en dat alle afstammelingen van die gemeenschappelijke voorouder in de groep zijn opgenomen.

## Verschil tussen dagvlinders en nachtvlinders
Dagvlinders hebben dunne antennen met een verdikt uiteinde, vaak in de vorm van een knopje. Bij nachtvlinders komen andere antennevormen voor, met name dunne zonder verdikt uiteinde, en gekamde of geveerde antennen. Van de nachtvlinders hebben alleen bloeddrupjes een dunne spriet met verdikt uiteinde.
Dagvlinders gebruiken hun vleugels om in de zon op te warmen en zo warm genoeg te worden om te vliegen. Nachtvlinders trillen vaak met hun vleugels om voor het vliegen op te warmen.
Nachtvlindervrouwtjes maken gebruik van feromonen die op grote afstand mannetjes kunnen lokken, terwijl dagvlinders hun paringspartner daarnaast ook zoeken op grond van visuele stimuli. Dit laatste is echter ook aangetoond bij de palmmot. Een palmmotvrouwtje heeft geen klieren die feromonen afscheiden en het reukapparaat van het mannetje is ongeschikt om de feromonen waar te nemen. Vermoed wordt dat de hele familie Castniidae op een dagvlindermanier paringspartners vindt.
Niet alle nachtvlinders vliegen 's nachts. Er zijn veel nachtvlinders, zoals de kolibrievlinder en de Sint-jansvlinder, die voornamelijk overdag vliegen.

## Enkele van de bekendere nachtvlindersoorten
- Atlasvlinder (Attacus atlas), de grootste nachtvlindersoort.
- Thysania agrippina, de witte mot met de grootste spanwijdte.
- Chrysiridia rhipheus, beschouwd als een van de meest indrukwekkende en mooiste Lepidoptera
- Acherontia, wordt geassocieerd met het bovennatuurlijke en kwaad en is onderwerp geweest in de kunst en films
- Peper-en-zoutvlinder (Biston betularia), bekend onderwerp van studie in de evolutietheorie.
- Amerikaanse maanvlinder (Actias luna)
- Agrotis infusa, waarvan bekend is dat hij de Aborigines tot voedsel heeft gediend.

Nachtvlinders van economisch belang:
- Plakker (Lymantria dispar), een plaag voor hardhoutbomen in Noord-Amerika.
- Helicoverpa zea, een grote plaag voor de landbouw.
- Fruitmot (Cydia pomonella), vooral een plaag van appels, peren en walnotenbomen.
- Zijdevlinder (Bombyx mori) of zijderups